# Pseudococcus hypergaeus
Pseudococcus hypergaeus är en insektsart som beskrevs av Williams 1985. Pseudococcus hypergaeus ingår i släktet Pseudococcus och familjen ullsköldlöss. Inga underarter finns listade i Catalogue of Life.